# Klappan Range
Klappan Range är ett berg i Kanada.   Det ligger i provinsen British Columbia, i den centrala delen av landet, 3 900 km väster om huvudstaden Ottawa. Toppen på Klappan Range är 1 270 meter över havet.
Terrängen runt Klappan Range är huvudsakligen kuperad. Trakten runt Klappan Range är nära nog obefolkad, med mindre än två invånare per kvadratkilometer.. Det finns inga samhällen i närheten.
Trakten runt Klappan Range består i huvudsak av gräsmarker.